# 十二人の死にたい子どもたち
『十二人の死にたい子どもたち』（じゅうににんのしにたいこどもたち）は、冲方丁の長編ミステリー小説である。『別冊文藝春秋』2015年7月号から2016年7月号に連載、2016年10月15日に文藝春秋より刊行、2018年10月10日に文春文庫より文庫化された。集団自殺を目的に廃病院の一室に集った初対面の12人の少年少女を巡る密室劇。
担当編集者は『火花』『コンビニ人間』も手がけた浅井茉莉子。
2017年に漫画化、2019年に映画化された。

## 執筆背景
発案は10年以上前で、「自殺サイト」を知ったことが執筆のきっかけになった。『マルドゥック・スクランブル』や『天地明察』などのSFや時代ものを手掛けてきた冲方丁の初めてとなる長編ミステリーで、海外で過ごした少年時代の体験がもとになっている。

## あらすじ
かって総合病院であった建物に12人の子どもたちが集まって来る。彼らは自殺サイトの審査をパスし、「集いの場」と命名されたこの建物の地下で集団自殺をしようとしている。サイト主催者の指示により、子どもたちは建物に入り、金庫の中から金属製の12個の数字を順に取り、「集いの場」に集合する。そこは大きな多目的ルームであり、時計の文字盤のように4方向に3台ずつ入院用のベッドが円形に配置されており、ベッドの上には時計回りに1から12の数字が記された紙が置かれている。円の中央には会議用の長テーブルと12脚の椅子が並べられている。男子6人、女子6人の12人が集まり、さらに1番のベッドにはすでに少年が横になっている。この「集い」の主催者であるサトシが自由意思により命について「大きな選択」をするため集まっていると説明するが、13人目の少年の存在が問題となる。
「集い」の基本ルールは「全員一致」であり、最初の採決ではケンイチだけが反対する。シンジロウが仮に0番と名付けられた少年の体を調べ、偽装殺人ではないかと発言し、二度目の採決では反対に回り、議論をリードする。アンリを筆頭に女子は、そんな「小さな選択」にこだわらないで「大きな選択」を実行することを主張するが、三度目の採決では新たな反対者が出る。議論を中断し、自由時間にノブオは階段から突き落とされ、11人だけが「集いの場」に戻る。話し合いの中で参加者の自殺願望の理由が明らかにされていく。シンジロウは12人の行動を可視化するため、聞き取りをしながらホワイトボードに参加者の行動を順番を書いていき、誰かが嘘をついていると発言する。
リョウコは13人目を連れてきた人は正直に話して欲しい、それがどんな動機であっても受け入れると話す。そんなとき0番の少年が喉を鳴らし、かろうじて生きていることを確認されたことから、ケンイチは中止すべきだと発言する。シンジロウは、アンリとノブオは「集い」が中止になることを恐れ0番を地下室に運んだことを指摘したとき、ケガをしたノブオが入って来て、これから自首すると話す。シンジロウは、0番を車いすで建物内まで運んできた理由をユキにたずねる。ユキは交通事故に遭遇したときの状況を説明すると、シンジロウは、君はお兄さんを怪我させたかったわけではなく、たまたまそこにあった不幸に遭遇しただけなんだと話す。
シンジロウは「集い」の中止を提案し、アンリは反対する。アンリは極端な主張を展開するが誰の賛同も得られない。しかし、ノブオにはアンリの消えて無くなりたいという苦しみが伝わる。最後の決をとる前にシンジロウは必要な人に携帯電話番号を教え、自分の親に頼むと話す。セイゴはケンイチのいじめに介入してやる、マイはもう少し頑張ると言い、リョウコもここを出るのでミツエにも考え直してと発言する。ユキも兄と一緒にここを出ると言い、サトシが中止の決をとり全員が賛成する。参加者は挨拶を交わし、「集いの場」を出て行く。残ったアンリはサトシに「今度はいつやるのかしら」とたずねる。

## 登場人物
サトシ（1番）
「集い」の主催者でありサイトの管理人。家族の自殺を経験して以来、死にとりつかれている。他の参加者のように確たる自殺願望はもたず、参加者次第では中止になってもかまわないと考えている。自己抑制が非常に強く、冷静沈着に「集いの場」の進行役を務める。
ケンイチ（2番）
物事を曖昧なままにしておけない性格のため、中学時代からひどいいじめを受けるようになり自殺願望をもっている。13人目（0番）の存在原因を明確にすべきだと主張したことで、話し合いが始まる。
ミツエ（3番）
大ファンであったタレントが自殺を図ったことから、後追い自殺願望をもっている。リョウコが人気芸能人であることが分かると、全力で彼女の自殺を思い止まらせようとする。
リョウコ（4番）
芸名はリコで雑誌の表紙を飾るほどの人気芸能人。母親と芸能界によって作られたリコであることに疲れ、本当の自分を取り戻すためリョウコとして死にたいと考えている。マスクと帽子を着用し正体を隠しているときの発言は控えめであったが、扮装を外すと論理的な反論や主張をするようになる。
シンジロウ（5番）
不治の病気を抱えており、自分で意思表示が出来なくなる前に、自分の意志で死にたいと自殺願望をもっている。病気のためベッドで何もできない時間が長く、優れた論理的な思考能力を培っている。「集いの場」では参加者の同意・共感を得ながら議論を進めていく。両親は警視庁に勤務している。
メイコ（6番）
母親同様に父親から捨てられることを極端に恐れている。自分で自分にかけた保険金を父親に遺すことにより、父親の会社を立て直し、一生自分のことを忘れないようにするため自殺願望をもっている。議論の主導権を握っている者を見極めて従属を装い、自分が望む結論に導くため利用しようとする。発言や行動は刹那的・短絡的であり、論理の一貫性はない。
アンリ（7番）
梅毒に感染し、薬物中毒である母親の胎内で感染と薬物の影響を受け、4歳のときにすでに自殺を考えている。梅毒と薬物中毒は完治したが、生まれてこなければよかったという子どもを増やさないために、母親のような身勝手な大人たちへの抗議と社会変革を目指すため「集いの場」を利用しようとしている。自己完結の理知的な発言はするものの参加者の共感を得ようとはしない。
タカヒロ（8番）
母親から癇癪や我侭を抑えるための薬物の服用を強制されており、不眠と精神活動の低下に悩み、安らかに眠りたいと自殺願望をもっている。物語が進むにつれて、薬物の影響が軽減し、頭がすっきりして吃音症も軽くなる。
ノブオ（9番）
1年前にいじめっ子の主犯格を学校の階段から突き落として殺害した。自分が人殺しだということを隠し続けることが苦痛になり、誰かに聞いて欲しくて頭がおかしくなる前に死のうと考える。階段から突き落とされ、他の参加者の同じような苦しみを聞いたことから何かが吹っ切れたので自首することにする。
セイゴ（10番）
複雑な家庭環境のもとに育ち、母親が自分に生命保険をかけていることを知る。母親に保険金を受け取らせないために、自殺では保険金がおりない期間内に自殺しようとする。当初は高圧的な態度が目立ったが、シンジロウに触発され議論を進める。
マイ（11番）
口唇ヘルペスに感染し、それを不治の病と誤解し自殺しようとする。「集いの場」では不規則発言が多く、それが思わぬ方向に参加者を導くこともある。
ユキ（12番）
兄と自転車で2人乗りしていた際、後席の自分の悪ふざけが原因で交通事故に遭い、兄は植物状態となり、自分は左手が不自由になる。自責の念から兄を安楽死させてあげたい、自分も一緒であれば許されるだろうと考え、兄を車いすに載せて「集い」に参加する。

## 書誌情報
- 単行本：十二人の死にたい子どもたち（2016年10月15日、文藝春秋、ISBN 978-4-16-390541-9）
- 文庫本：十二人の死にたい子どもたち（2018年10月10日、文春文庫、ISBN 978-4-16-791150-8）

## 漫画
熊倉隆敏の作画によりコミカライズされており、『good!アフタヌーン』（講談社）にて2017年7月号から2018年12月号まで連載、講談社アフタヌーンKCより全3巻で刊行された。

### 書誌情報（漫画）
- 原作：冲方丁、漫画：熊倉隆敏『十二人の死にたい子どもたち』講談社〈アフタヌーンKC〉、全3巻
  1. 2017年11月7日発売、ISBN 978-4-06-510327-2
  2. 2018年5月7日発売、ISBN 978-4-06-511419-3
  3. 2019年1月7日発売、ISBN 978-4-06-514149-6

## 実写映画
2019年1月25日に公開された。監督は堤幸彦。

### 製作
「若い俳優の演技力が試せる作品を創出する」をコンセプトに、密室での心理戦が中心となり個々のキャラクターを深く掘り下げ演じる「役づくり」の力と集団演技において相乗効果を生み出すコンビネーションや爆発力が求められる本作キャストには、出演オファーを受けて趣旨に賛同した“若手トップクラス”と目される杉咲花、新田真剣佑、北村匠海、高杉真宙、黒島結菜、橋本環奈の6名と、オーディションによって抜擢された“ブレイク必至の注目株”と目される吉川愛、萩原利久、渕野右登、坂東龍汰、古川琴音、竹内愛紗の6名の、次世代を担う若手俳優が顔を揃えた。
ただ1人帽子とマスクで顔を覆い、ポスターで公式サイトにおいて唯一正体が明かされていない「リョウコ（4番）」役の「秋川莉胡」については、オフィシャルサイトと連動する形で東京（新宿・ユニカビジョン）、大阪（ツタヤエビスバシ ヒットビジョン）、福岡（天神エリアのビジョン1面）で2018年12月23日 16時に発表された。
撮影は群馬県藤岡市にある廃病院にて行われ、監督の堤が好んで用いる手法である、映画の現場では異例の1シーンを複数台のカメラを用いて撮影するマルチカメラ撮影により、5台のカメラを用いて撮影された。脚本の倉持が執筆したサスペンスフルな会話劇は1シーンが台本6、7ページ、クライマックスシーンに至っては12ページにも及び、ライブ感を重視して多くのシーンが長回しによって撮影され、約40分間にも及ぶノンストップの長回しも行われている。

### 登場人物及びキャスト
| 番号 | 役名       | 出演者     | 備考 |
| ---- | ---------- | ---------- | --- |
| 1    | サトシ     | 高杉真宙   | この集いの主催者でありサイトの管理人。過去に2回開催した集いはすべて中止になった。家族の自殺を経験して以来「死にとりつかれている」。 しかし、他の参加者のような自殺願望が必ずしもあるわけではなく、集いの参加者次第では中止になっても構わないと考えている。 冷静沈着な性格の持ち主。                                                                                                  |
| 2    | ケンイチ   | 渕野右登   | 空気が読めない性格から、中学時代からひどいいじめを受けるようになり自殺を志し、集いに参加した。 物事が曖昧なまま（スッキリしない状態）である事に我慢が出来ない性格であり、彼が13人目（ゼロバン）の存在原因を明確にすべきだと主張したことで、12人の話し合いが始まる。 |
| 3    | ミツエ     | 古川琴音   | 大ファンのロックバンド歌手が自殺を図ったことから、自分もその後を追うために集いに参加した。正体を隠していたリョウコ（後述）の参加理由を知り、「実行」反対派に転じてしまう。 ゴスロリファッションを好む。 激昂すると、地方訛りが出てしまう。 喫煙者。 |
| 4    | リョウコ   | 橋本環奈   | 芸名は秋川莉胡（アキカワリコ）で、雑誌の表紙を飾るほどの人気芸能人である。しかし、本来の自分（リョウコ）として死ぬことで大人たちによって造られた自分（リコ）を葬るために、この集いに参加した。 物語中盤までマスクと帽子を着用し正体を隠していた。 喫煙者。 |
| 5    | シンジロウ | 新田真剣佑 | 病気を抱えており、自分で意思表示が出来なくなる前に、自分の意志で死にたいとして集いに参加した。 両親が警察官であり、本人も大の推理好き。本人曰く「思考が唯一の楽しみ」。 |
| 6    | メイコ     | 黒島結菜   | 経営者である父親の会社の経営が傾き、自らかけた保険金で会社を立て直し、一生自分のことを忘れないでいてほしいという思いでこの集いに参加した。 父親を溺愛しており、いわゆるファザコン。 議論の主導権を握っている者を見極めて従属を装い、自分が望む結論に導くため利用しようとする。 |
| 7    | アンリ     | 杉咲花     | 複雑な家庭環境のもとに生まれ、弟を過去の火事で亡くす。自身も火傷を負い、痕を残す。 自らがそうであったように、「生まれてこなければよかった」という子供を増やさないために、母親のような身勝手な大人たちへの抗議としてこの集いに参加した。全身黒ずくめ。 徹底した「実行」賛成派の１人。                                                                                                 |
| 8    | タカヒロ   | 萩原利久   | 吃音症をはじめとする心身の異常が完治せず、自らの死を選びこの集いに参加した。自分のことを薬の服用が必要な病気と思い込んでいるが、それは幼少時代、幼児にありがちな癇癪や我侭を母親が「病気」と決め付けて刷り込み続けたことに起因する。 心身の異常の原因は母親から与えられている薬であると考察され、物語が進むにつれ、解消傾向にある。                                                  |
| 9    | ノブオ     | 北村匠海   | 過去に殺人を犯している。いじめにあっていた過去があり、いじめっ子の主犯格を学校の階段から突き落として殺害。事故として処理され、その事件が明るみに出ることはなかったが、自分が犯した殺人を黙ったまま生きていることに葛藤や苦痛を感じ、この集いに参加した。 |
| 10   | セイゴ     | 坂東龍汰   | 複雑な家庭環境のもとに育ち、母親が自分に生命保険をかけていることを知る。母親に保険金を受け取らせないために、自殺では保険金がおりない期間内に自殺しようと目論み、集いに参加。 見た目が不良であり、腕っぷしの強さにも自信があるためか高圧的な物言いが目立つ。しかし、話し合いの大切さも承知しており、スジの通らない暴力は振るわず、ケンイチなど弱者には優しい一面をも見せる。 喫煙者。 |
| 11   | マイ       | 吉川愛     | 口唇ヘルペスに感染したことを不治の病にかかったものと受け止めてしまい絶望し、集いに参加した。 難しいことがよくわからない。見た目こそ派手だが、貞操観念を除いてはむしろ純粋であり、優しい心の持ち主。 |
| 12   | ユキ       | 竹内愛紗   | 兄と自転車で２人乗りしていた際、後席の自分の悪ふざけが原因で交通事故に遭い、兄は植物状態となってしまった。その自責の念から、この集いに参加。 目立つことが苦手。12人での話し合いにおいても発言数が極少。 事故の後遺症から、左腕が動かしづらい。 |
|      | ゼロバン   | とまん     | 13人目に相当する、いわば招かれざる客。男性。 集いの集合場所（大部屋）に並ぶベッドに寝かされていた。 主催者のサトシを除いては最初に大部屋入りしたとされる２番のケンイチは、彼こそ全員集合を待たずに単独で「実行」してしまった１番のメンバーだと思い込んだ。 話し合いを進める都合上、サトシが「０番」と命名。                                                                          |

### スタッフ
- 原作：冲方丁『十二人の死にたい子どもたち』（文春文庫刊）
- 監督：堤幸彦
- 脚本：倉持裕
- 音楽：小林うてな
- 主題歌：The Royal Concept「On Our Way」（ユニバーサル ミュージック）
- 製作：今村司、池田宏之、瀬井哲也、谷和男、中部嘉人、安部順一、髙橋誠、長坂信人
- エグゼクティブ・プロデューサー：伊藤響
- プロデューサー：飯沼伸之、小林美穂
- 撮影：斑目重友
- 美術：清水剛
- 照明：木村匡博
- 録音：渡辺真司
- 音楽プロデューサー：茂木英興、剣持学人
- 編集：洲崎千恵子
- 記録：井手希美
- 装飾：小山大次郎
- スタイリスト：渡辺彩乃
- ヘアメイク：会川敦子
- VFXプロデューサー：三階直史
- 音響効果：壁谷貴弘
- スケジュール：白石達也
- 助監督：稲留武
- 制作担当：髙橋恒次
- 配給：ワーナー・ブラザース映画
- 制作プロダクション：オフィスクレッシェンド
- 企画・製作：日本テレビ放送網
- 製作：「十二人の死にたい子どもたち」製作委員会（日本テレビ放送網、ワーナー・ブラザース映画、バップ、読売テレビ放送、文藝春秋、読売新聞社、KDDI、オフィスクレッシェンド、札幌テレビ放送、宮城テレビ放送、静岡第一テレビ、中京テレビ放送、広島テレビ放送、福岡放送）

### テレビ放送
| 回数 | テレビ局   | 番組名（放送枠名） | 放送日            | 放送時間      | 放送分数 | 視聴率 | 備考         |
| ---- | ---------- | ------------------ | ----------------- | ------------- | -------- | ------ | ------------ |
| 1    | 日本テレビ | 金曜ロードSHOW!    | 2020年1月31日(金) | 21:00 - 23:09 | 129分    | 6.3%   | 地上波初放送 |

- 視聴率はビデオリサーチ調べ、関東地区・世帯・リアルタイム。